# Матвій Ліберман
Ліберман Матвій Борисович (Бенціонович; 21 листопада 1924, Канів, Київська губернія — 4 лютого 2017, Модіїн, Ізраїль) — радянський і російський скрипаль, музичний педагог, заслужений діяч мистецтв РРФСР.

## Біографія
Грав на скрипці з семи років під керівництвом батька, але професійне навчання музиці почав у віці дев'яти років після переїзду до Дніпропетровська. Під керівництвом відомого педагога Ф. Г. Ямпольського закінчив музичну школу і вступив до Дніпропетровського музичного училища, де продовжував займатися у того ж педагога.
Після початку війни сім'я була евакуйована в Свердловську область. Тут він вступив на перший курс Свердловської консерваторії в клас до легендарного професора П. С. Столярського, який з початком війни був змушений покинути Одесу. Після смерті Столярського в 1944 році вступив до Московської консерваторії в клас до Давида Ойстраха.
Після закінчення консерваторії був запрошений на посаду концертмейстера в Дніпропетровську філармонію. Однак головною була педагогічна діяльність. У Дніпропетровську він викладав у музичному училищі і ДМШ № 1. Серед його випускників того періоду народний артист України перша скрипка квартету ім. Лисенко А. Баженов, заслужений артист України А. Венжега, один з провідних педагогів України Л. Брусова і багато інших.
Багато років викладав музику в Єрусалимської академії музики і танцю імені С. Рубіна.